# Gobowen
Gobowen är en ort i Storbritannien.   Den ligger i grevskapet Shropshire i riksdelen England, i den södra delen av landet, 250 km nordväst om huvudstaden London. Gobowen ligger 110 meter över havet och antalet invånare är 3 302.
Terrängen runt Gobowen är platt österut, men västerut är den kuperad. Terrängen runt Gobowen sluttar österut. Runt Gobowen är det ganska tätbefolkat, med 139 invånare per kvadratkilometer. Närmaste större samhälle är Oswestry, 4,0 km söder om Gobowen. Trakten runt Gobowen består till största delen av jordbruksmark.